# Tomoaki Komorida
Tomoaki Komorida (jap. 小森田 友明 Komorida Tomoaki; ur. 10 lipca 1981) – japoński piłkarz występujący na pozycji obrońcy.

## Kariera klubowa
Od 2000 do 2012 roku występował w klubach Avispa Fukuoka, Oita Trinita, Montedio Yamagata, Vissel Kobe, Roasso Kumamoto, Persela Lamongan i Giravanz Kitakyushu.